# Snæfellsnes
Snæfellsnes is een schiereiland van IJsland en ligt tussen de Faxaflói baai in het zuiden, en de Breiðafjörður fjord in het noorden ingeklemd. Een bergketen loopt in oost-westelijke richting over de gehele lengte, en het hoogste punt daarvan is de 1446 meter hoge Snæfellsjökull. Dit is de gelijknamige vulkaan waar tevens een gletsjer (jökull) op ligt. De vulkaan kan op heldere dagen vanuit Reykjavík gezien worden, dat ongeveer 120 kilometer zuidoostelijker ligt. Vlak bij de gletsjer is de Bjarnafoss te vinden.
Snæfellsnes wordt soms het mini-IJsland genoemd, omdat hier veel landschappen terug te vinden zijn die ook her en der over het gehele eiland verspreid liggen, zoals vulkanen, lavavelden, kliffen, zwarte stranden, grotten, basaltformaties, watervallen, meren, warme en koude waterbronnen etc. Een bijzonderheid is dat er meerdere bronnen zijn waar echt borrelend koolzuurhoudend mineraalwater (ölkelda in het IJslands) omhoog komt. De grootste warme minerale bron ligt bij Lýsuhóll en de bekendste ölkelda ligt bij de gelijknamige boerderij.
Enkele dorpen en kleine stadjes op de noordzijde van Snæfellsnes zijn, van west naar oost, Rif, Ólafsvík, Grundarfjörður en Stykkishólmur. Aan de zuidkust liggen de beide plaatsjes Arnarstapi en Hellnar. In het westen liggen Dritvík en Beruvík, twee voormalige vissersplaatsjes die nu verlaten zijn.
Bij Hellissandur (vlak bij Rif) staat de hoogste constructie van West-Europa, de zendmast van het Zendstation Gufuskálar.
De vulkanische activiteit op Snæfellsnes vind plaats op een voormalige divergente plaatgrens tussen de Euraziatische en de Noord-Amerikaanse Plaat die het schiereiland heeft gevormd. Heden ten dage is die plaatgrens verlegd naar het zuiden waar het jongere schiereiland Reykjanes is ontstond. Sinds eind 2024 worden er bevingen in het vulkaansysteem Ljósufjöll waargenomen. Deze worden aan een vermoedelijke opbouw van magma toegeschreven, maar geologen zijn daarover niet helemaal zeker. Wanneer dit systeem zou uitbarsten zou dit de eerste uitbarsting op het schiereiland sinds meer dan duizend jaar zijn.